# Ricardo Bravo Delgadillo
Ricardo Bravo Delgadillo (Tulancingo de Bravo, Hidalgo; 3 de abril de 1965) es un político mexicano, conocido empresario y contador, que fue presidente municipal de Tulancingo de Bravo del 2006 al 2009. En una contienda, donde por primera vez el partido en el que militaba por aquel tiempo, el Partido de la Revolución Democrática, gana los comicios en esta ciudad.
Entre las labores llevadas a cabo por Ricardo Bravo Delgadillo figuran el reordenamiento del municipio en polígonos así como la remodelación del centro histórico de Tulancingo, el sendero intermunicipal que conecta Tulancingo, Santiago y Cuautepec y que tuvo reconocimiento dentro del programa "hábitat" en coordinación con la ONU entre otras obras.
En agosto de 2007, Bravo Delgadillo junto con su administración y la ciudadanía tulancinguense se enfrentó al problema de las inundaciones en algunas colonias de la ciudad.